# Misaki (Okayama)
Misaki (美咲町?) è una cittadina giapponese della prefettura di Okayama.